# Cilymaenllwyd
Cilymaenllwyd est une communauté du Carmarthenshire, au pays de Galles.
Elle comprend les hameaux et lieux-dits de Glandy Cross, Efailwen, Hebron, Login et Pant-y Caws. Au recensement de 2011, elle comptait 742 habitants.